# فرودگاه شهری ترل
فرودگاه شهری ترل  (به انگلیسی: Terrell Municipal Airport) یک فرودگاه با کد یاتا TRL است که یک باند فرود آسفالت دارد و طول باند آن ۱۵۲۶ متر است. این فرودگاه در شهر ترل، تگزاس کشور ایالات متحده آمریکا قرار دارد .